# Göteborgsbilder 1850-1950
Göteborgsbilder 1850-1950 är en bok med gamla fotografier och texter rörande Göteborg under perioden 1850-1950, utgiven 1952 på Bokförlaget Nordisk Litteratur. Den innehåller kronologiska händelser i Göteborg, samt artiklar om bland annat Smetana i Göteborg, Husarbråk i Haga, Ett sekel med 105 sorters punsch, Lindholmen, Byggverksamheten i Göteborg 1878. Som redaktör står Harald Lignell. Medverkande är arkitekt Björn Harald, redaktör Axel Möndell och konstnär Douglas Wallhäll.